# Everlasting (Every Little Thingのアルバム)
『everlasting』（エヴァーラスティング）は、日本の音楽ユニット・Every Little Thingが1997年4月9日にavex traxから発売した1枚目のオリジナルアルバムである。

## 概要
- シングル・アルバム通して初の首位獲得作であり、初のミリオンセラー作品。
- 3ヶ月前に発売した「Dear My Friend」でブレイクした勢いもあり初動売上50万枚を突破し、オリコン週間チャートでは1997年4月21日と28日（週間売上23万2,650枚）の2週に渡り1位だった。累計売上は192.2万枚（累計出荷は200万枚を突破）[1]。
- 初回限定盤は三方背BOX仕様、カレンダー封入。
- 持田香織作詞の楽曲と伊藤一朗作曲のインストが2曲ずつ収録。五十嵐充以外のメンバーが作詞・作曲を担当するのはこれが初めて。
- 1997年9月18日には、本作収録曲（インストを除く）をリミックスした、初のリミックスアルバム『THE REMIXES』が発売された。

## 収録曲
| #         | タイトル                       | 作詞      | 作曲      | 編曲      | 時間  |
| --------- | ------------------------------ | --------- | --------- | --------- | ----- |
| 1.        | 「Future World」               | 五十嵐充  | 五十嵐充  | 五十嵐充  | 4:07  |
| 2.        | 「Feel My Heart (Album Mix)」  | 五十嵐充  | 五十嵐充  | 五十嵐充  | 4:26  |
| 3.        | 「Here and everywhere」        | 持田香織  | 五十嵐充  | 五十嵐充  | 3:59  |
| 4.        | 「Season (Album Version)」     | 五十嵐充  | 五十嵐充  | 五十嵐充  | 5:54  |
| 5.        | 「二人で時代を変えてみたい」   | 永岡昌憲  | 五十嵐充  | 五十嵐充  | 4:58  |
| 6.        | 「たとえ遠く離れてても…」      | 五十嵐充  | 五十嵐充  | 五十嵐充  | 5:11  |
| 7.        | 「micro stress」               |           | 伊藤一朗  |           | 0:20  |
| 8.        | 「Dear My Friend (Album Mix)」 | 五十嵐充  | 五十嵐充  | 五十嵐充  | 3:50  |
| 9.        | 「Looking Back On Your Love」  | 五十嵐充  | 五十嵐充  | 五十嵐充  | 5:00  |
| 10.       | 「Never Stop!」                | 持田香織  | 五十嵐充  | 五十嵐充  | 4:21  |
| 11.       | 「I'll get over you」          | 五十嵐充  | 五十嵐充  | 五十嵐充  | 4:40  |
| 12.       | 「Double Moon」                |           | 伊藤一朗  |           | 0:54  |
| 合計時間: | 合計時間:                      | 合計時間: | 合計時間: | 合計時間: | 47:40 |

### 解説
1. Future World
2ndシングルの表題曲。
2. Feel My Heart (Album Mix)
1stシングルの表題曲のアルバムミックス。
3. Here and everywhere
4. Season (Album Version)
2ndシングルのカップリング曲のアルバムバージョン。
5. 二人で時代を変えてみたい
6. たとえ遠く離れてても…
7. micro stress
今作のインタールード。
8. Dear My Friend (Album Mix)
3rdシングルの表題曲のアルバムミックス。
9. Looking Back On Your Love
10. Never Stop!
後に6thシングルのカップリング曲としてリカットされた。
11. I'll get over you
12. Double Moon
今作のインストゥルメンタル。

## 参加ミュージシャン
Every Little Thing
- 持田香織：Vocals
- 伊藤一朗：Guitar
- 五十嵐充：Keyboards & Programmed

Support Musician
- 桑島幻矢：Synthesizer Programmed
- 鈴木英俊：Guitar
- 林部直樹：Guitar
- 広谷順子：Backing Vocals

## タイアップ
- TDKCMソング (#1)
- ヴァーナル『ナチュラルファインセット』CMソング (#2)
- スリムビューティハウスCMソング (#8)
- テレビ朝日系列特別番組『27時間ぶちぬきスペシャル 熱血チャレンジ宣言'97』テーマソング (#10)